# Помста ніндзя
Помста ніндзя (англ. Revenge of the Ninja) — американський бойовик 1983 року.

## Сюжет
В Японії, в ході кланової війни, група ніндзя вбиває членів сім'ї Чо Осаки. Глава родини, на прізвисько Чорний ніндзя, вижив і, щоб сховатися від переслідування ворогів, переїжджає разом з сином в США і починає нове життя. Чо відкриває магазин сувенірів та іграшок спільно зі своїм американським другом. Але той використовує їх спільний бізнес для контрабанди наркотиків і веде війну з конкурентами з місцевої мафії. Коли сина Чо викрадають, йому уривається терпець і Чорний ніндзя виходить на стежку війни.

## У ролях
- Сьо Косуги — Чо Осаки
- Кіт Віталі — Дейв Хетчер
- Верджил Фрай — лейтенант Дайр
- Артур Робертс — Брейден
- Маріо Галло — Чіфано
- Грейс Осіта — бабуся
- Ешлі Феррарі — Кеті
- Кейн Косуги — Кейн Осаки
- Джон ЛаМотта — Джо
- Мел Гемптон — детектив Ріос
- Оскар Роуленд — одноокий інформатор
- Професор Тору Танака — Сумо, слуга
- Дон Шанкс — шеф
- Джо Пагліусо — Альберто
- Ледд Андерсон — злодій 1
- Кайрус Тейб'юлт — злодій 2